# Calvin Smith (atleta 1987)
Calvin Smith Jr. (Lutz, 10 dicembre 1987) è un velocista statunitense, specializzato nei 400 metri piani.
Figlio del velocista Calvin Smith, in carriera è stato tre volte campione mondiale indoor con la staffetta 4×400 metri a Istanbul 2012, Sopot 2014 e Portland 2016.

## Palmarès
| Anno | Manifestazione    | Sede         | Evento      | Risultato  | Prestazione | Note                                     |
| ---- | ----------------- | ------------ | ----------- | ---------- | ----------- | ---------------------------------------- |
| 2006 | Mondiali juniores | Pechino      | 200 m piani | Semifinale | 21"46       |                                          |
| 2007 | Campionati NACAC  | San Salvador | 400 m piani | Oro        | 45"52       |                                          |
| 2007 | Campionati NACAC  | San Salvador | 4×400 m     | Oro        | 3'02"78     |                                          |
| 2012 | Mondiali indoor   | Istanbul     | 400 m piani | Semifinale | 47"09       |                                          |
| 2012 | Mondiali indoor   | Istanbul     | 4×400 m     | Oro        | 3'03"94     | Miglior prestazione personale stagionale |
| 2014 | Mondiali indoor   | Sopot        | 4×400 m     | Oro        | 3'02"13     | Record mondiale                          |
| 2015 | Campionati NACAC  | San José     | 4×400 m     | Oro        | 3'00"07     | Record dei campionati                    |
| 2016 | Mondiali indoor   | Portland     | 4×400 m     | Oro        | 3'02"45     | Miglior prestazione mondiale stagionale  |

## Altre competizioni internazionali
2012
- Oro al DécaNation ( Albi), 400 m piani - 46"15